# Xoanodera amoena
Xoanodera amoena es una especie de escarabajo longicornio del género Xoanodera, tribu Cerambycini, subfamilia Cerambycinae. Fue descrita científicamente por Pascoe en 1885.

## Descripción
Mide 15-22 milímetros de longitud.

## Distribución
Se distribuye por India y Sri Lanka.